# Subachoque
Subachoque è un comune della Colombia facente parte del dipartimento di Cundinamarca.
Il centro abitato venne fondato da Manuel Guirior nel 1774.